# Seishun kyōsōkyoku
Seishun kyōsōkyoku (青春狂騒曲? "Discorso sulla gioventù") è un brano musicale scritto da Yamaguchi Takashi ed interpretato dal gruppo giapponese Sambomaster, e pubblicato il 1º dicembre 2004 come quarto singolo. Il brano è stato utilizzato come quinta sigla di apertura degli episodi dal 104 al 128 dell'anime Naruto. Il singolo è arrivato alla quindicesima posizione della classifica Oricon dei singoli più venduti in Giappone, rimanendo in classifica per dodici settimane.

## Tracce
CD singolo SRCL-5848
1. Seishun kyousoukyoku (青春狂騒曲)
2. Tsunagari (King of Laidback Mix) (つながり (キング・オブ・レイドバック・ミックス))
3. Ame (雨)
4. Seishun kyousoukyoku (NARUTO Opening Mix)

## Classifiche
| Classifica (2005) | Posizione massima |
| ----------------- | ----------------- |
| Giappone (Oricon) | 15                |